# Paweł Pac
Paweł Mikołajewicz Pac herbu Gozdawa (ur. 1527 w Witebsku, zm. 1595) – wojewoda mścisławski w latach 1579–1593, kasztelan wileński w 1593 roku, kasztelan witebski w latach 1566–1578, starosta wiłkomierski w latach 1569–1589, starosta mścisławski w latach 1578–1592.
Syn Mikołaja, podkomorzego litewskiego i Aleksandry Holszańskiej. Brat Stanisława, wojewody witebskiego, Mikołaja, biskupa kijowskiego i Dominika, kasztelana smoleńskiego. Pierwszą żoną Pawła Paca była Regina Wołłowicz, którą poślubił 1 maja 1585 roku. Druga żona Anna Chodkiewicz, była córką Hrehorego Chodkiewicza, kasztelana wileńskiego i hetmana wielkiego litewskiego. Paweł Pac był ojcem Piotra, podskarbiego nadwornego litewskiego i Mikołaja, biskupa żmudzkiego.
Od 1566 kasztelan witebski, następnie wojewoda mścisławski 1578 oraz kasztelan wileński w latach 1593-1595. Był starostą mścisławskim, wiłkomirskim, dorsuńskim, radomelskim i dziśnieńskim oraz posłem.
W 1573 roku potwierdził elekcję Henryka Walezego na króla Polski.
Podpisał konfederację warszawską 1573 roku.